# 4817 Gliba
A 4817 Gliba (ideiglenes jelöléssel (4817) 1984 DC1) a Naprendszer kisbolygóövében található aszteroida. Henri Debehogne fedezte fel 1984. február 27-én.